# كنال+ كوتشنيا
كنال+ كونشنيا هي قناة تلفزيونية بولندية تملكها وتديرها كنال+ . تبث القناة برامج تتعلق بالطعام والطبخ.

## أنظر أيضا
- كنال+ دومو
- ألي كينو+

## روابط خارجية
- الموقع الرسمي